# 胡濬 (元朝)
胡濬（？—1367年），元朝大臣，元顺帝时中书参知政事。
元惠宗至正二十七年（1367年）担任参知政事，出为益都路总管，朱元璋在应天府（今江苏省南京市）称吴王，朱元璋派徐达等人率兵攻打益都（今山东省青州市），胡濬自缢而死。